# Hohes Tor (Heilsberg)

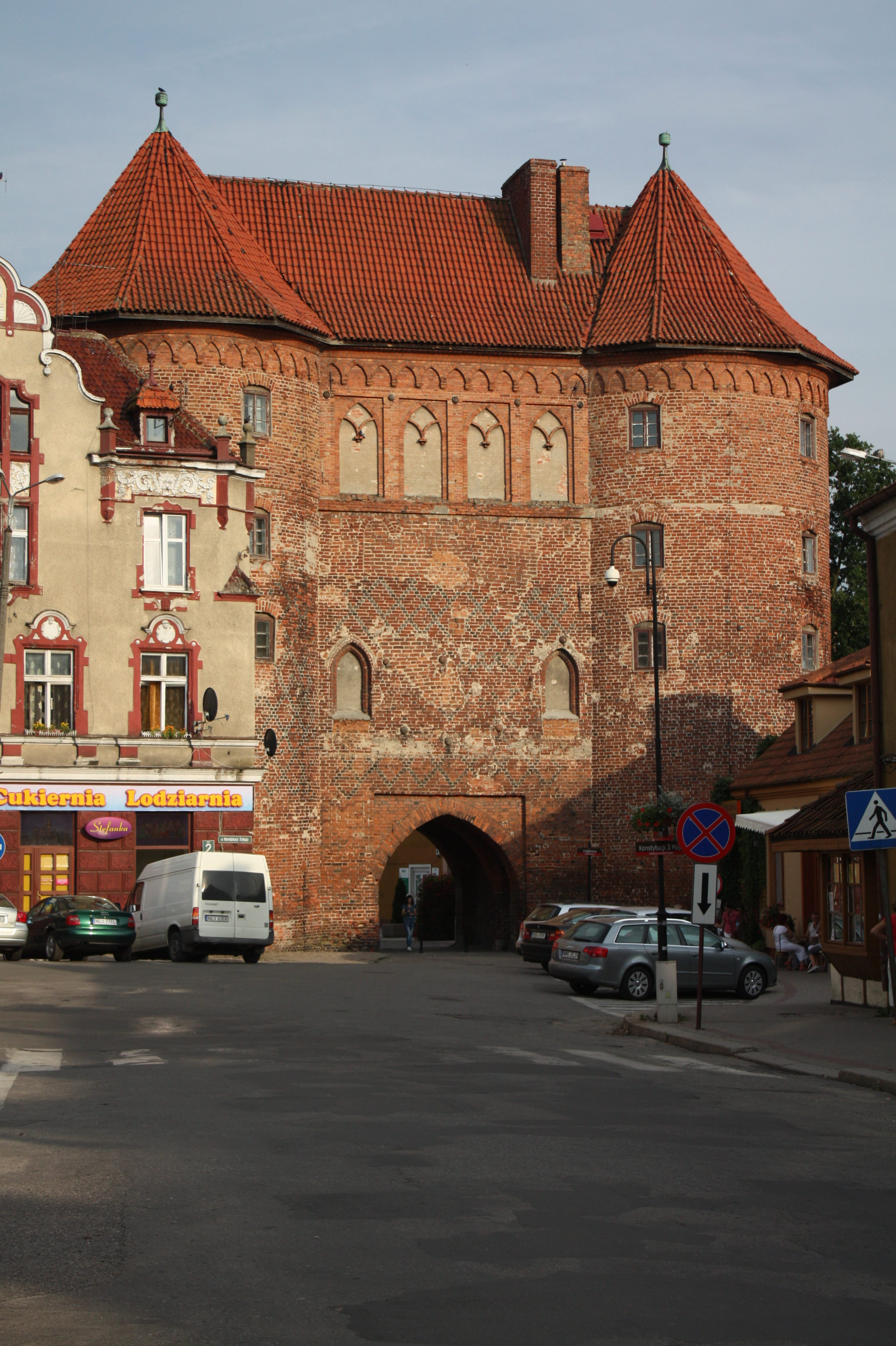
Heilsberg, Hohes Tor

Das Hohe Tor (polnisch Brama Wysoka) in Lidzbark Warmiński (deutsch Heilsberg) im Ermland bildete das Westtor der Stadt.

## Bauwerk
Das 1352 (andere Quellen sprechen von 1466 bis 1478) errichtete spätgotische Bauwerk ist das einzige erhaltene Stadttor Heilsbergs. Der erhaltene Bau ist der Vorbau des Westtors der Stadt. Der durch Blenden verzierte Mittelteil ist mit zwei Rundtürmen verschmolzen. Das Hohe Tor ist wie das Danziger  Krantor ein in der Region seltenes Beispiel für den niedersächsisch-niederdeutschen Tortyp. Der abschließende Spitzbogenfries und der Spitzbogen an der Feldseite stammen von 1849. Zwischen den roten Ziegelsteinen bilden schwarze Ziegel die Form eines schmückenden „x“. Auf der halben Höhe sind Steinkugeln zu erkennen, die aus dem Jahr 1520 stammen, als der Deutsche Orden die Stadt wiedereinzunehmen versuchte. 